# Iginio Straffi
Iginio Straffi (Gualdo, Macerata, Italija, 30. svibnja 1965.) je talijanski animator, ilustrator i bivši autor stripova. Osnivač je i predsjednik tvrtke Rainbow SpA (najpoznatija po produkciji talijansko-američke crtane serije Winx Club), čiji je suvlasnik zajedno s američkom medijskom tvrtkom ViacomCBS. Straffi je tvorac studijske animirane serije Winx Club i Huntik: Secrets & Seekers, kao i sukreator njegove strip serije Maya Fox.
Dok je bio na sveučilištu, Straffi je objavio svoj prvi strip u izdanju Tilta 1985. godine. Nastavio je raditi kao ilustrator stripova tijekom 1990-ih, postajući na kraju vodeći kreativni umjetnik serije Nick Raider Sergia Bonellija Editorea. Straffi je 1995. osnovao Rainbow uz pomoć Lamberta Piginija i Giuseppea Casalija. Studio je započeo s kapitalom od 10.000 eura  koji se uglavnom koristio za kupnju računala i softvera za digitalni dizajn. Rainbow je u početku pružao kreativne usluge za druge tvrtke dok nije osigurao sredstva za originalne projekte.
Godine 2004. njegovo djelo Winx Club premijerno je izvedeno u Italiji. Serija je postala međunarodno uspješna i privukla je pažnju američke medijske tvrtke Viacom, vlasnika tvrtki Nickelodeon i Paramount Pictures. Nakon "dugog udvaranja", Viacom je postao suvlasnik Rainbow-a u veljači 2011. godine, kupivši 30% studija, a preostalih 70% prepustio Straffiju. Kupnju je L'espresso nazvao "Straffijevim najvažnijim sporazumom", jer je doveo do distribucije Rainbow-ovih emisija širom svijeta od strane Paramount-a i Nickelodeona, kao i raznih koprodukcija. Od 2019. godine Straffi nastavlja raditi u kreativnim ulogama u Rainbowu, ali fokus je s animacije prebacio na akciju uživo . Među njegovim prvim živo-akcijskim djelima su Nickelodeon's Club 57 i Fate: The Winx Saga, adaptacija Winx Cluba.

## Životopis

### Život i obrazovanje
Straffi je rođen u Gualdo u talijanskoj regiji Marche. Bio je zainteresiran za ilustriranje stripova od malih nogu, a do sedme godine počeo je crtati vlastite stripove. Kada je imao osam godina, Straffi se preselio u obližnji grad Macerata. U srednjoj školi često je crtao stripove u bilježnice svojih kolega i sudjelovao na likovnim natječajima, poput onog koji je održavao strip časopis Totem. Dok je nastavio razvijati svoje umjetničke vještine, Straffi je proučavao moderne jezike i književnosti na Sveučilištu u Macerati. Tijekom sveučilišnih godina hodao je sa strankom djevojkom Antonelom koju su udomitelji odgajali u Italiji. Antonella je rekla Straffiju o svojoj želji da upozna svoje biološke roditelje, što je nadahnulo Straffi da dizajnira lik sa sličnom prošlošću (Bloom iz Winx Cluba' ). Bloomova osobnost temeljila se na ličnosti supruge Iginio Straffi, Joanne Lee. Straffi je Lee upoznao 1997. godine, tijekom putovanja u Leein rodni Singapur, a vjenčali su se nekoliko godina kasnije. Straffi i Lee imaju kćer po imenu Isotta.

### Karijera
Straffi je u profesionalnu industriju stripova ušao pričom u izdanju Tilta iz 1985. godine. Kasnije je surađivao na strip pričama za časopis Lanciostory i talijansku verziju Skorpio. Godine 1989. godine Straffija je talentovao Claudio Nizzi, tvorac serije stripova Nick Raider. Nizzi ga je doveo na posao u izdavačku kuću stripa Sergio Bonelli Editore. Straffi je postao glavni kreativni umjetnik Nicka Raidera, počevši s izdanjem "Missione nel Bronx" iz listopada 1990. Njegov je rad također povremeno objavljen u časopisima Métal hurlant i Comic Art. Iako je uživao u ilustraciji, Straffijev je "posao iz snova" bio pretvoriti svoje crteže u crtani film, a u svojoj zemlji nije mogao pronaći posao za animaciju.
Straffi je 1992. napustio Bonelli Editore i preselio se u Francusku na posao snimanja priča u animiranom studiju Telcima. Bio je "zbunjen" kad mu je ponuđena pozicija, ali prema Straffijevim riječima, to je bila "prekretnica koju je [on] čekao". Straffi je radio na dizajnu pilot epizode Valériana, kao i na planiranoj filmskoj adaptaciji Romana de Renart. Nakon što je postao iskusan u svakoj fazi procesa izrade animacije, Straffi se vratio u Italiju. Uz financijsku pomoć Lamberta Piginija i Giuseppea Casalija, Straffi je 1995. osnovao Rainbow SpA s 10.000 eura. Novac se uglavnom koristio za kupnju računala i softvera za digitalni dizajn
Rainbow je u početku pružao kreativne usluge za veće tvrtke. Među prvim narudžbama studija bile su tri minute animacije u filmu La freccia azzurra i pilot crtanog filma Les Armateurs Belphégor.Rainbow je na kraju osigurao dovoljno sredstava za izradu svog prvog originalnog projekta, serije CD-ROM-ova i animacija Tommy e Oscar . 2004. godine Straffijeva kreacija Winx Club premijerno je izvedena na talijanskom Rai 2. Postao je jedan od najbolje ocijenjenih programa mreže, s prosječnim udjelom publike od 17%. Straffi je izvorno napisao radnju kluba Winx da traje najviše 78 epizoda (tri sezone). Odlučio je produžiti seriju za dodatnu sezonu 2008. godine, navodeći sve veću popularnost emisije.
U to vrijeme, međunarodni uspjeh Winx Cluba privukao pozornost američke medijske tvrtke Viacom, vlasnik Nickelodeon i Paramount Pictures. U veljači 2011. godine Viacom je postao suvlasnik Rainbow-a, kupivši 30% tvrtke, a preostalih 70% prepustio je Iginiou Straffiju. Ulazak Viacoma u tvrtku uslijedio je nakon "dugog udvaranja" a uvjeti kupnje od 83 milijuna američkih dolara odlučeni su ranije 2010. Viacom pruža Straffiju pristup financijskim i studijskim resursima koji, prema L'espressu, "osiguravaju budućnost Winx vila i samog Straffija". L'espresso je transakciju nazvao "Straffijevim najvažnijim sporazumom", jer je dovela do distribucije Rainbow-ovih emisija širom svijeta putem Viacomove mreže podružnica. Viacomovi Nickelodeon studiji koproducirali su razne projekte s Rainbowom, uključujući dodatne sezone Winx Cluba i Cluba 57 u 2019.
Na pitanje novinara 2011. da li je "umoran" od rada na Winx Clubu, Straffi je odgovorio: "Recimo samo da sam prešao na druge projekte." Njegova ostala stvaralaštva uključuju horor seriju stripova Maya Fox (prvi put objavljena 2008.) i animiranu televizijsku seriju Huntik: Secrets & Seekers (koja je premijerno prikazana 2009.). 2012. godine u Italiji je otvoren prvi Straffijev animirani film, Rimski gladijatori. Film je bio jedan od najskupljih talijanskih filmova snimljenih u to vrijeme, s cijenom od oko 80 milijuna dolara (70 milijuna eura), uključujući marketinške troškove. Film je zaradio ispod očekivanja, oko 10 milijuna dolara širom svijeta, što je Straffi pretpostavio da je rezultat Rainbowinog nedostatka iskustva s kinematografijom. Iginio Straffi također je producirao animirani dokumentarni film Tamna strana sunca koji je premijerno prikazan na Međunarodnom filmskom festivalu u Rimu u prosincu 2011.
Godine 2019., Straffi je izjavio da je svoj fokus namjeravao prebaciti na akciju uživo preko animacije; osjećao je da "prelazak u akciju uživo profesionalno dovršava [njegovo] iskustvo." To je uslijedilo nakon Straffijeve najave da će Winx Club biti adaptiran u seriju uživo ( Fate: The Winx Saga ) usmjerenu prema starijim obožavateljima emisije, dok će animirana serija biti potpuno redizajnirana za znatno mlađu publiku. Od 2019. godine Straffi služi kao izvršni producent Fatea i kao producent Nickelodeon's Club 57 . Iste godine, Straffi je komentirao svoje gotovo desetljeće nastavka suradnje s Nickelodeonom, rekavši da se "know-how Rainbow-e i know-how Nickelodeona vrlo nadopunjuju; osjetljivost Amerikanaca, s našim europskim dodirom."

## Vanjske poveznice
- Official website
- Iginio Straffi u internetskoj bazi filmova IMDb-u (engl.)